# 迪杜舍穆拉德
36°27′N 6°38′E / 36.450°N 6.633°E
迪杜舍穆拉德（阿拉伯语：‎），是阿爾及利亞的城鎮，位於該國東北部君士坦丁省，由哈馬布濟安區負責管轄，面積116平方公里，海拔高度498米，2008年人口44,951人，人口密度每平方公里389人。